# مد داگ مک‌کری
مد داگ مک‌کری (Mad Dog McCree) نخستین بازی ویدیویی لایو اکشن «لیزردیسک» است که توسط «آمریکن لیزر گیمز» منتشر شده است. این بازی در ابتدا به عنوان یک بازی آرکید  در سال ۱۹۹۰ منتشر شد.
این بازی به دلیل سبک ویدیوی لایو اکشن، که شباهت‌هایی به وسترن معاصر هالیوودی دارد، مورد توجه قرار گرفت.